# Carew brod
Carew brod (bułg. Царев брод, do 1934 Endże Ендже) – wieś w północno-wschodniej Bułgarii, w obwodzie Szumen, w gminie Szumen.
Miejscowość posiada klub piłkarski FK Endże.